# Sütő Gábor
| Sütő Gábor                                | Sütő Gábor                                |
| Kattints az alábbi külső linkek egyikére! | Kattints az alábbi külső linkek egyikére! |
| ----------------------------------------- | ----------------------------------------- |
| Nem található szabad kép.(?)              |                                           |
| külső link · jogvédett                    | Sütő Gábor. Kuruc.info. 2009. április 21. |
| külső link · jogvédett                    | Sütő Gábor. Szilaj Csikó.                 |

Sütő Gábor (Karcag, 1934. március 26. –) diplomata, radikális jobboldali közíró.

## Külügyi pályafutása
A moszkvai Nemzetközi Kapcsolatok Intézetében (MGIMO) végzett 1959-ben. Orosz, angol, portugál, spanyol nyelvismeretet szerzett.
Tanulmányai befejeztével a Külügyminisztériumba került. 1961 és 1963 között a havannai, 1963 és 1965 között a brazíliai magyar  nagykövetségen dolgozott. 1966-67-ben szigorúan titkos állományú állambiztonsági tisztként is szolgált. 1967 és 1973 között az MSZMP KB Külügyi Osztályának munkatársa volt. A Külügyminisztériumban II. o. tanácsosi rangot kapott és 1974-ben a Külpolitikai Tervező és Elemző Főosztályon lett főosztályvezető-helyettes. 1977-ben rendkívüli és meghatalmazott nagyköveti rangot kapott és megbízták a maputói magyar nagykövetség vezetésével; egyidejűleg Madagaszkárra is akkreditálták. 1983 és 1986 között a Külügyminisztériumban a latin-amerikai ügyekkel foglalkozó VII. Területi Főosztály vezetője volt. 1986-ban a brazíliai magyar nagyköveti posztot foglalta el. 1990-ben nyugalomba vonult.

## Politikai tevékenysége a rendszerváltás után
A rendszerváltás után a radikális jobboldal felé fordult. 2009-ben az Európai Parlament választásán MIÉP listavezetője lett. Leplezetlenül antiszemita, szélsőségesen jobboldali cikkeket közölt a Kapu című folyóiratban, illetve a tejfalussy.com honlapon. A 2018-as országgyűlési választások előtt a Fidesz és Orbán Viktor mellett kampányolt a Reális Zöldek Klub honlapján.

## Elismerései
- Munka Érdemrend ezüst fokozat (1969)[1]

## Legfontosabb publikációi
- Az élet a halálnak köszönhető. Kapu, 2013. február.[4]

- A magyar Magyarországért harcolt. A CSURKA-EMLÉKKÖNYV KAPCSÁN. Kapu, 2013. március.[5]

- Antiszemitizmus: megtévesztők és megtévesztettek [A ZSIDÓ VILÁGKONGRESSZUS KAPCSÁN] Kapu, 2013. május.[6]
- Rendszerváltás a külpolitikában. Kapu, 2018. február.[7]

## Toll és Igazságban megjelent válogatott írásai
- Tudatunk védelme. 1. rész. Toll és Igazság. Belpolitika. Nemzeti Internetfigyelő. 2021.07.15.[8]

- Tudatunk védelme. 2. rész. Toll és Igazság. Belpolitika. Nemzeti Internetfigyelő.[9]

- Tudatunk védelme. 3. rész. Toll és Igazság. Belpolitika. Nemzeti Internetfigyelő. 2021.09.07.[10]

- Tudatunk védelme. 4. rész. Toll és Igazság. Belpolitika. Nemzeti Internetfigyelő. 2021.12.25.[11]

- Tudatunk védelme. 5. rész. Toll és Igazság. Belpolitika. Nemzeti Internetfigyelő. 2022.01.12.[12]

- Tudatunk védelme. 6. rész. Toll és Igazság. Belpolitika. Nemzeti Internetfigyelő.  2022.03.24.[13]

- Tudatunk védelme 7. rész. Toll és Igazság. Belpolitika. Nemzeti Internetfigyelő. 2022.06.14.[14]

- Tudatunk védelme 8. rész. Toll és Igazság. Belpolitika. 2023.02.18.[15]

- Tudatunk védelme 9. rész. Toll és Igazság. Belpolitika. 2023.05.01.[16]

- Tudatunk védelme 10. rész. Toll és Igazság. Belpolitika. 2023.06.27.[17]

- Tudatunk védelme 11. rész. Toll és Igazság. Társadalom-Politika. 2023.09.17.[18]

- Tudatunk védelme 12. rész. Toll és Igazság. Belpolitika. 2024.02.14.[19]

- Tudatunk védelme 13. rész. Toll és Igazság. Társadalom-Politika. 2024.06.06.[20]

- Tudatunk védelme 14. rész. Toll és Igazság. Társadalom-Politika. 2024.07.10.[21]

- Tudatunk védelme 15.rész. Toll és Igazság. Társadalom-Politika. 2024.08.11.[22]

- Tudatunk védelme 16.rész. Toll és Igazság. Társadalom-Politika. 2024.10.08.[23]

- Tudatunk védelme 17. rész. Toll és Igazság. Társadalom-Politika. 2024.12.29.[24]